# Багринова гора
Багри́нова гора́ (укр. Багри́нова гора́) — возвышение на правом берегу Днепра и историческая местность на территории Голосеевского района города Киева. Багринова гора (Багринов) располагается между проспектом Науки, Сапёрной слободкой, Лысой горой, Мышеловкой и Надднепрянским шоссе. Между Багриновой и Лысой горами проходит Лысогорская улица.
Багринова гора представляет собою холм-перемычку между Лысой горой и находящейся поодаль возвышенностью, покрытой Голосеевским лесом. Одна из версий происхождения названия говорит о том, что характер рельефа местности напоминает багор. Однако, в исторических документах эта территория относилась к селу Багриново, что делает версию о происхождении названия из-за схожести местности с багром сомнительной.
Впервые гора упоминается в 1070 году, когда киевский князь Всеволод I Ярославич подарил её Выдубицкому монастырю, во владении которого местность находилась до XVIII века (грамоты и универсалы от 1504, 1541, 1590, 1719 годов). Владение подтверждено грамотой митрополита Киевского Иосифа ІІ Солтана в 1504 году. В 1580 году большая часть Багриновой горы была сдана монастырём в аренду частным лицам. В разные годы Багринова гора упоминалась как с. Багриново (1580), земли Багриновские (конец XVI — начало XVIII века), хутор Лыбедской Багриновский (1752), слободка Багрин (1756), хутор Багринова Гора (1926 год) и др. Багринова гора считалась пригородом до 1923 года, окончательно вошла в состав Киева в 1933 году. В 1931 году Багринова Гора фигурировала в списке посёлков, не разделённых на улицы.
Между Багриновой горой и Корчеватым обнаружен Корчеватский могильник зарубинецкой культуры площадью ок. 7 тыс. м2. Найдены также памятники трипольской культуры и кости мамонта.
Официальное название Багри́нов (укр. Багринів) имел посёлок, построенный в 1948—1953 гг. на месте разрушенного в годы войны посёлка Багринова Гора в восточной части местности вдоль улиц  Лысогорская (её нижняя часть), Ракетная и Панорамная (в 1956—1957 годах — посёлок имени Хрущёва, с 1957 года — Октябрьский (укр. селище Жовтневе), теперь без названия). Посёлок состоит из типовых одно- и двухэтажных домов на две семьи. Проект посёлка и домов разработан архитектором Н. В. Холостенко.
Название Багринова улица изначально (в 1944—1952 гг.) имела улица Адмирала Ушакова, находящаяся в южной части Багриновой горы.
На Багриновой горе находятся институты и учреждения НАН Украины: Институт ядерных исследований (с ядерным реактором), Институт физики полупроводников, Опытный завод спецэлектрометаллургии Института электросварки, Спортивный лечебно-восстановительный центр НАН Украины.